# Vatnamýrar
Vatnamýrar är en mosse i republiken Island.   Den ligger i regionen Norðurland eystra, i den norra delen av landet, 250 km nordost om huvudstaden Reykjavík.